# LUGA (Messe)

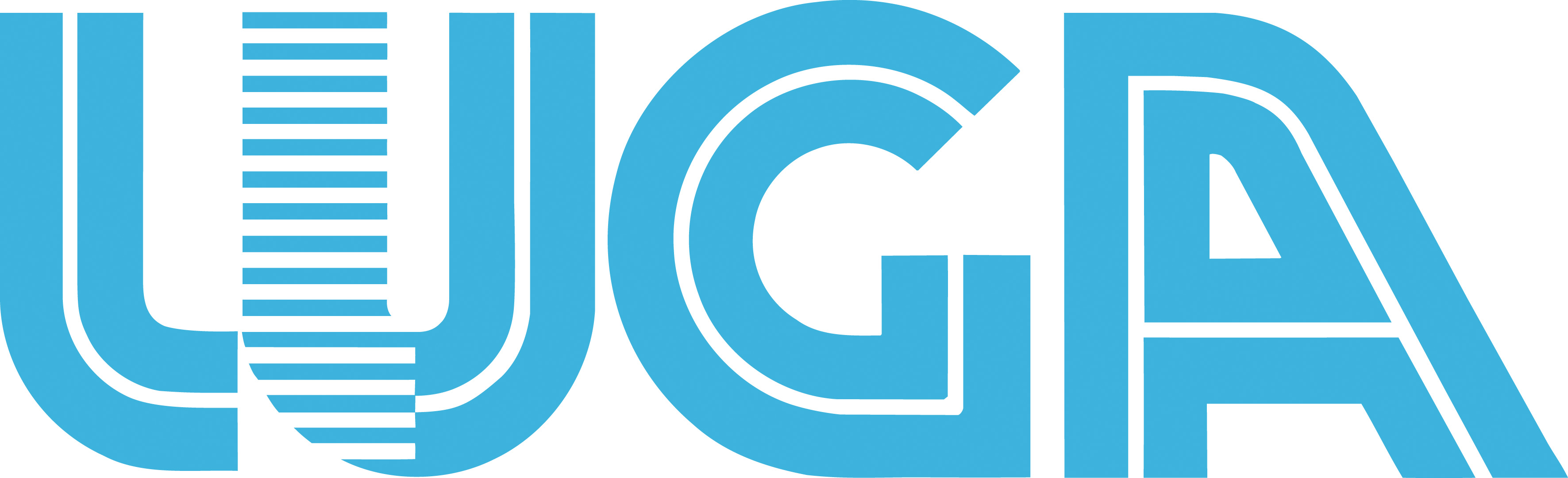
Logo der LUGA

Die Luga, ursprünglich Landwirtschafts- und Gewerbeausstellung, trägt heute den Zusatz Zentralschweizer Frühlingsmesse und ist die grösste Besuchermesse der Zentralschweiz. Sie findet während 10 Tagen auf der Allmend Luzern jeweils im April und Mai statt und wird von der Messe Luzern organisiert. Die rund 450 Ausstellenden besuchen jeweils rund 125'000 Menschen. Der bisherige Rekord waren 130'000 Besuchende im Jahr 2024.

## Geschichte
Alfred N. Becker koordinierte als Mitglied der städtischen Wirtschaftsförderungskommission die erste Gewerbeschau, welche am 15. Mai 1980 stattfand. Der Zeitpunkt wurde gewählt, da damals die Allmend noch ein aktiver Waffenplatz der Schweizer Armee war. Nur in den Monaten April und Mai war das Gelände frei.

## Messe

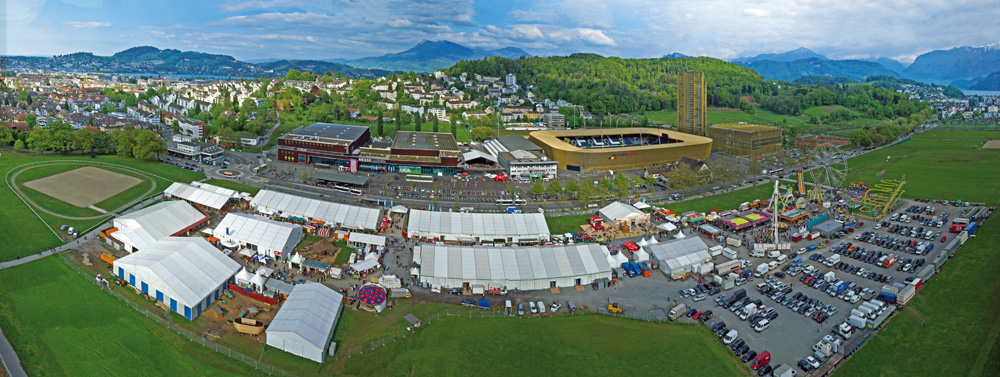
Überblick Messegelände

Am Tag finden Ausstellungen, Sonderschauen, Tierschauen, kulinarische Angebote und über 100 Veranstaltungen in den Hallen der Messe Luzern, Zelthallen und in mehreren Aussengelände statt. Am Abend gibt es ein Angebot mit verlängerten Öffnungszeiten. Dies sind der Lunapark, der LuGarten (mit verschiedenen Getränke- und Essständen, seit 2024) sowie ein Unterhaltungsprogramm mit Live-Musik.